# Буаден, Франк
Франк Буаден (фр. Franck Boidin; род. 28 августа 1972, Энен-Бомон) — французский фехтовальщик-рапирист, чемпион мира, призёр чемпионатов Европы и Олимпийских игр.

## Биография
Родился в 1972 году в Энен-Бомоне. В 1996 году стал бронзовым призёром чемпионата Европы и бронзовым призёром Олимпийских игр в Атланте. В 1997 году завоевал золотую медаль чемпионата мира. В 1999 году стал обладателем серебряной медали чемпионата Европы. На чемпионате мира 2001 года завоевал золотую и бронзовую медали. В 2002 году стал серебряным призёром чемпионата мира.